# Liste der Generalsekretäre der ASEAN
Die Liste der Generalsekretäre der ASEAN zeigt die Generalsekretäre der ASEAN seit Einrichtung dieser Funktion 1976.
| Name                   | Zeitraum                                | Staat       |
| Hartono Dharsono       | 7. Juni 1976 – 18. Februar 1978         | Indonesien  |
| Umarjadi Notowijono    | 19. Februar 1978 – 30. Juni 1978        | Indonesien  |
| Datuk Ali Bin Abdullah | 10. Juli 1978 – 30. Juni 1980           | Malaysia    |
| Narciso G. Reyes       | 1. Juli 1980 – 1. Juli 1982             | Philippinen |
| Chan Kai Yau           | 18. Juli 1982 – 15. Juli 1984           | Singapur    |
| Phan Wannamethi        | 16. Juli 1984 – 15. Juli 1986           | Thailand    |
| Roderick Yong          | 16. Juli 1986 – 16. Juli 1989           | Brunei      |
| Rusli Noor             | 17. Juli 1989 – 1. Januar 1993          | Indonesien  |
| Ajit Singh             | 1. Januar 1993 – 31. Dezember 1997      | Malaysia    |
| Rodolfo C. Severino    | 1. Januar 1998 – 31. Dezember 2002      | Philippinen |
| Ong Keng Yong          | 1. Januar 2003 – 31. Dezember 2007      | Singapur    |
| Surin Pitsuwan         | 1. Januar 2008 – 31. Dezember 2012      | Thailand    |
| Lê Lương Minh          | 7. Januar 2013 – 31. Dezember 2017      | Vietnam     |
| Lim Jock Hoi           | seit 1. Januar 2018 – 31. Dezember 2022 | Brunei      |
| Kim Hourn Kao          | seit 1. Januar 2023                     | Kambodscha  |